# دهستان مدوارات
دهستان مدوارات نام دهستانی در بخش مرکزی شهرستان شهربابک، استان کرمان در ایران است. براساس سرشماری مرکز آمار ایران در سال ۱۳۸۵، جمعیت آن ۳۵۲۴ نفر (۹۶۹ خانوار) بوده‌است.